# Jann Turner
Jann Turner (nacida en 1964) es una directora de cine, novelista, directora de televisión y guionista sudafricana. Su debut como directora de largometrajes ocurrió con la película White Wedding (2009), y ha dirigido episodios de series de televisión como The Carrie Diaries, The Big C, Castle, Chicago Med, Jane the Virgin y Scandal.

## Biografía
Turner es hija del académico antiapartheid Rick Turner y de la política Barbara Hubbard. Su padre fue asesinado delante de ella cuando tenía trece años, y los responsables no pudieron ser identificados por las autoridades. Junto con Kim, su hermana menor, pasó la mayor parte de su infancia viviendo en Ciudad del Cabo con su madre. Tres meses después del asesinato de su padre, huyó con su familia al Reino Unido tras recibir algunas amenazas. Turner completó su educación en Inglaterra y Estados Unidos, graduándose en la Universidad de Oxford y en la Tisch School of the Arts.
Antes de dedicarse completamente a la dirección cinematográfica, Turner trabajó como editora de especiales de televisión en la National Geographic Society y dirigió y produjo programas de televisión por episodios en su país de nacionalidad. Más adelante se trasladó a Los Ángeles, donde vive actualmente con sus dos hijos, y dirigió episodios de The Big C, Emily Owens, M.D., The Carrie Diaries y 9-1-1. Su película de 2009 White Wedding, presentada como la candidata sudafricana para competir por el Premio Óscar en la categoría de mejor película extranjera en 2010, fue incluida en la lista de las cien mejores películas de la historia dirigidas por mujeres, publicada por la BBC. Esta historia sobre dos amigos que deben viajar a una boda en Ciudad del Cabo y viven una cantidad de situaciones fortuitas en el camino, logró reseñas mixtas de parte de la crítica especializada.
Turner también es escritora y autora de las novelas Heartland, Southern Cross y Home Is Where You Find It.

## Filmografía como directora

### Cine y televisión
- 2019-2021 - S.W.A.T. (3 episodios)
- 2019-2021 - 9-1-1 (3 episodios)
- 2020 - Filthy Rich (1 episodio)
- 2020 - For Life (1 episodio)
- 2018-2020 - The Resident (3 episodios)
- 2019 - Virgin River (2 episodios)
- 2019 - The Code (1 episodio)
- 2013-2019 - Chicago Fire (7 episodios)
- 2017-2019 - Grey's Anatomy (2 episodios)
- 2018 - SEAL Team (1 episodio)
- 2018 - The Last Ship (1 episodio)
- 2015-2018 - Scandal (6 episodios)
- 2017 - The Bold Type (2 episodios)
- 2016-2017 - The Catch (2 episodios)
- 2016 - How to Get Away with Murder (1 episodio)
- 2014-2016 - Jane the Virgin (3 episodios)
- 2016 - Grace and Frankie (1 episodio)
- 2015-2016 - Chicago P.D. (2 episodios)
- 2016 - Chicago Med (1 episodio)
- 2015 - Complications (1 episodio)
- 2015 - The Fosters (1 episodio)
- 2015 - Castle (1 episodio)
- 2015 - Scorpion (1 episodio)
- 2013-2014 - Alpha House (2 episodios)
- 2014 - Satisfaction (1 episodio)
- 2014 - The Divide (1 episodio)
- 2014 - Teen Wolf (1 episodio)
- 2013 - The Neighbors (1 episodio)
- 2013 - Save Me (1 episodio)
- 2012-2013 - The Big C (3 episodios)
- 2013 - The Carrie Diaries (1 episodio)
- 2013 - Emily Owens M.D. (1 episodio)
- 2013 - Journey Into the Dark Ages (1 episodio)
- 2011 - Paradise Stop
- 2009 - White Wedding
- 2005 - Hard Copy
- 2001 - My Friend Soweto